# Armenian Dances (Part I)
Armenian Dances is een compositie voor harmonieorkest van de Amerikaanse componist Alfred Reed. De door Reed publiceerde dansen zijn in 2 "boeken" samengevat (Part I en II). Het geheel is een vierdelige suite. In "boek I" is het eerste deel en in "boek II" zijn de drie overige delen verwerkt. De "boeken" zijn gebaseerd op Armeense volksliederen uit de collectie van Komitas Vardapet (1869–1935), een Armeens ethnomusicoloog. 
Van dit werk bestaan veel verschillende opnames, waaronder een live opname op cd door het Tokyo Kosei Wind Orchestra met de componist zelf als gastdirigent.

## zie ook
- Armenian Dances (Part II)